# Jinfengopteryx elegans
Jinfengopteryx elegans es la única especie conocida del género extinto Jinfengopteryx ("fénix dorado") de dinosaurio terópodo trodóntido, que vivió a principios del período Cretácico, hace aproximadamente 143 y 128 millones de años, entre el Berriasiense y el Hauteriviense, en lo que hoy es Asia.

## Descripción

Comparación de tamaños entre Jinfengopteryx y un ser humano.

Jinfengopteryx se conoce de una muestra, CAGS-IG-04-0801, un esqueleto articulado casi completo, que mide 55 centímetros de largo. 
Este animal presentaba una garra alargada en el segundo dedo de sus patas traseras. Estas y otras características de su esqueleto indican que era un miembro de la familia Troodontidae. Los restos conocidos del Jinfengopteryx se preservaron con amplias impresiones de plumas penáceas, pero carecía de otras aptas para el vuelo en sus extremidades traseras, que sí están presentes en dinosaurios emparentados como en Microraptor, Anchiornis y el Pedopenna. También conserva varias estructuras pequeñas y ovaladas de color amarillo rojizo, probablemente semillas que el dinosaurio había comido antes de morir. La dieta no está segura. A pesar de ser un terópodo, podría haber sido un herbívoro.

## Descubrimiento e investigación
Los fósiles fueron encontrados en la provincia china de Hebei, en la formación Qiaotou. Su datación es incierta, ya que pudo ser del Jurásico Superior o bien del Cretácico Inferior. El Miembro Qiaotou puede correlacionarse con la más conocida formación Yixian del Cretácico Temprano y, por lo tanto, probablemente data de hace 122 millones de años. Jinfengopteryx se conoce a partir de un espécimen, catalogado como CAGS-IG-04-0801, un esqueleto articulado casi completo con las impresiones de plumas. También se preservaron varias estructuras ovales pequeñas de color rojizo que pueden ser vestigios de huevos, o frutos secos o semillas que el terópodo había comido. De ser así, corroboraría la teoría, basada en la forma dental, de que lo troodóntidos eran herbívoros u omnívoros. Su nombre proviene de Jinfeng, el fénix dorado, madre de todas las aves en la mitología china y del griego πτερυξ, pteryx, que significa 'pluma'.

## Clasificación

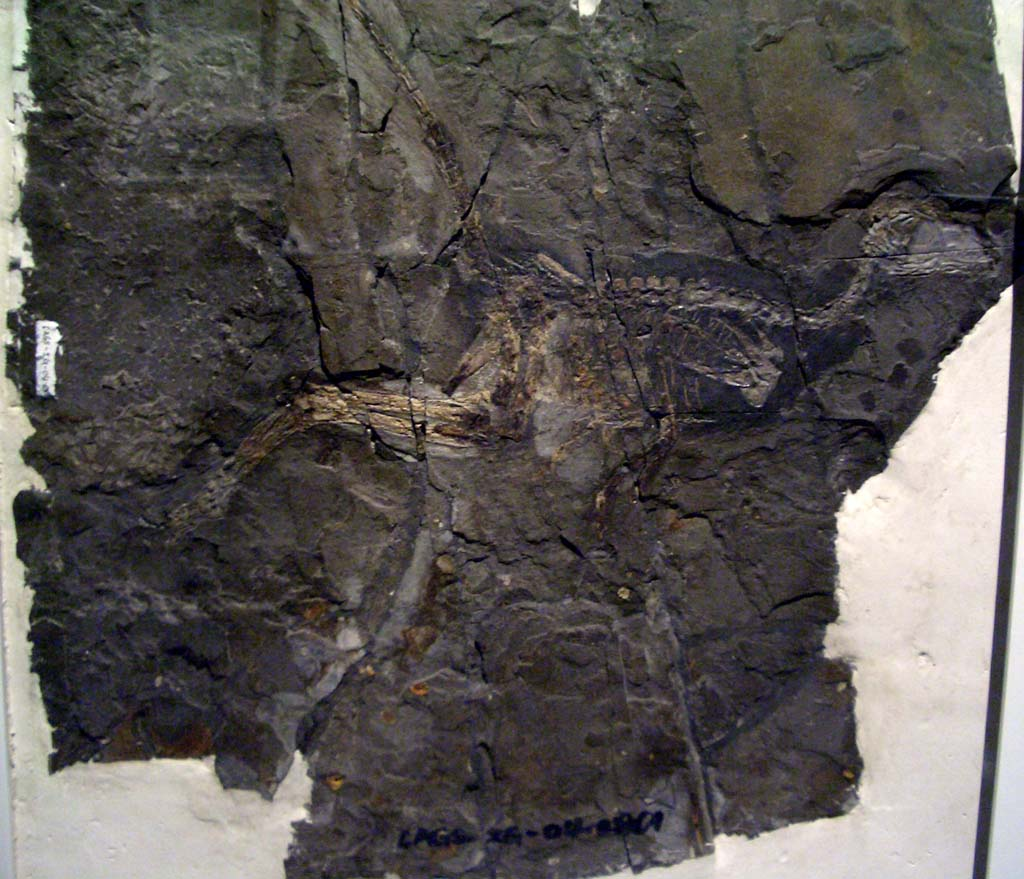
Espécimen de Jinfengopteryx

Los autores de la descripción original consideran a Jinfengopteryx como el más basal de los avialanos, es decir la línea evolutiva que lleva  directamente a las aves, y miembro de la familia Archaeopterygidae. En un trabajo posterior en 2007, ellos compararon a Jinfengopteryx y Archaeopteryx, para poder mantener su posición de arqueopterígidos, pero no presentaron un análisis filogenético. Sin embargo, Luis Chiappe apunta que Jingengopteryx aparenta tener más en común con los trodóntidos, como la garra alargada en el segundo dedo; hay muchos otros científicos que piensan que perteneceria a este grupo. En 2006, Xu y Norell también sugirieron que Jinfengopteryx era un trodóntido, basados en la estructura general del cuerpo y las características de los dientes. En 2007 un análísis de las relaciones de los trodóntidos, dromeosáuridos y primeras aves, Turner y colegas encuentran que Jinfengopteryx es un trodóntido, y lo refieren a ese grupo, notando que es el primer espécimen de trodóntido con evidencia de plumas. Finalmente, Turner y colegas en 2012 establecen firmemente a Jinfengopteryx como un trodóntido, afín a los innombrados IGM 100/1126 e IGM 100/1323, conservados en el Mongolian Institute of Geology, Ulán Bator, Mongolia, creando la subfamilia Jinfengopteryginae.

### Filogenia
Cladograma que sigue los resultados de un estudio filogenético realizado por Cau et al., 2015.

|  | †Anchiornis                                                                         |
|  |                                                                                     |
|  | \| \| †Archaeopteryx \| \| \| \| \| \| aves verdades y otros avialanos. \| \| \| \| |
|  |                                                                                     |
|  | †Archaeopteryx                                                                      |
|  |                                                                                     |
|  | aves verdades y otros avialanos.                                                    |
|  |                                                                                     |

|  | †Archaeopteryx                   |
|  |                                  |
|  | aves verdades y otros avialanos. |
|  |                                  |

|  | †Anchiornis                                                                         |
|  |                                                                                     |
|  | \| \| †Archaeopteryx \| \| \| \| \| \| aves verdades y otros avialanos. \| \| \| \| |
|  |                                                                                     |
|  | †Archaeopteryx                                                                      |
|  |                                                                                     |
|  | aves verdades y otros avialanos.                                                    |
|  |                                                                                     |

|  | †Archaeopteryx                   |
|  |                                  |
|  | aves verdades y otros avialanos. |
|  |                                  |

|  | †Anchiornis                                                                         |
|  |                                                                                     |
|  | \| \| †Archaeopteryx \| \| \| \| \| \| aves verdades y otros avialanos. \| \| \| \| |
|  |                                                                                     |
|  | †Archaeopteryx                                                                      |
|  |                                                                                     |
|  | aves verdades y otros avialanos.                                                    |
|  |                                                                                     |

|  | †Archaeopteryx                   |
|  |                                  |
|  | aves verdades y otros avialanos. |
|  |                                  |

|  | †Anchiornis                                                                         |
|  |                                                                                     |
|  | \| \| †Archaeopteryx \| \| \| \| \| \| aves verdades y otros avialanos. \| \| \| \| |
|  |                                                                                     |
|  | †Archaeopteryx                                                                      |
|  |                                                                                     |
|  | aves verdades y otros avialanos.                                                    |
|  |                                                                                     |

|  | †Archaeopteryx                   |
|  |                                  |
|  | aves verdades y otros avialanos. |
|  |                                  |

|  | †Anchiornis                                                                         |
|  |                                                                                     |
|  | \| \| †Archaeopteryx \| \| \| \| \| \| aves verdades y otros avialanos. \| \| \| \| |
|  |                                                                                     |
|  | †Archaeopteryx                                                                      |
|  |                                                                                     |
|  | aves verdades y otros avialanos.                                                    |
|  |                                                                                     |

|  | †Archaeopteryx                   |
|  |                                  |
|  | aves verdades y otros avialanos. |
|  |                                  |

|  | †Anchiornis                                                                         |
|  |                                                                                     |
|  | \| \| †Archaeopteryx \| \| \| \| \| \| aves verdades y otros avialanos. \| \| \| \| |
|  |                                                                                     |
|  | †Archaeopteryx                                                                      |
|  |                                                                                     |
|  | aves verdades y otros avialanos.                                                    |
|  |                                                                                     |

|  | †Archaeopteryx                   |
|  |                                  |
|  | aves verdades y otros avialanos. |
|  |                                  |

|  | †Anchiornis                                                                         |
|  |                                                                                     |
|  | \| \| †Archaeopteryx \| \| \| \| \| \| aves verdades y otros avialanos. \| \| \| \| |
|  |                                                                                     |
|  | †Archaeopteryx                                                                      |
|  |                                                                                     |
|  | aves verdades y otros avialanos.                                                    |
|  |                                                                                     |

|  | †Archaeopteryx                   |
|  |                                  |
|  | aves verdades y otros avialanos. |
|  |                                  |

|  | †Anchiornis                                                                         |
|  |                                                                                     |
|  | \| \| †Archaeopteryx \| \| \| \| \| \| aves verdades y otros avialanos. \| \| \| \| |
|  |                                                                                     |
|  | †Archaeopteryx                                                                      |
|  |                                                                                     |
|  | aves verdades y otros avialanos.                                                    |
|  |                                                                                     |

|  | †Archaeopteryx                   |
|  |                                  |
|  | aves verdades y otros avialanos. |
|  |                                  |